# Florencio Chiarello
Florencio B. Chiarello (Buenos Aires, Argentina, 9 de febrero de 1897 - Buenos Aires, 28 de agosto de 1968) fue un actor, autor, guionista, monologuista y argumentista argentino de cine y teatro.

## Carrera
Autor, escritor y guionista de más de cien obras tragicómicas y de once guiones cinematográficos,  se destacó como dirigente de Argentores.
Varias de sus producciones fueron llevadas al teatro por actores y directores como Enrique Muiño, Luis Sandrini, Olinda Bozán, Nicolás Fregues, José Olarra, Enrique Carreras, Florencio Parravicini, Pepe Ratti y César Ratti, Roberto Casaux,  Enrique de Rosas y Lola Membrives.
Chiarello ejerció la actuación en el escenario porteño de su ciudad natal; sin embargo, se dedicó principalmente a la autoría de letras, sainetes y obras. Presenta su primera obra exitosa, Catan, Catan, el 21 de junio de 1923, posteriormente desarrolló varios proyectos, de los cuales muchos fueron tomados para la realización de películas.
También fue el autor de los tangos De la pobre Milonguita, con música de Hermes Peressini, y de El metejón, con música del pianista Roberto Goyeneche.

## Filmografía
- 1937: Así es el tango, como autor.
- 1940: Un bebé de contrabando, como argumentista.
- 1941: Al toque de clarín, como guionista.
- 1952: El infortunado Fortunato, como autor.

Fuente:

## Teatro
- El Clinudo (1911), drama criollo en dos actos y siete cuadros.
- La comedia del amor (1919)
- Madame Pachuli (1921)
- El chalet de los cesantes
- Los gauchos de Güemes
- La sombra
- Atorrante robusto
- Catan, Catan (1923)
- Que salga el actor! (1924)
- En un rincón de la Boca (1925), sainete en dos  actos.
- Mar picada (1925), pieza cómica en tres actos breves.[7]
- También yo... carrero fui... (1926), sainete en dos actos breves.
- Todo tranguay que camina v'a parar a la estación (1926), sainete en dos actos breves.
- Hay que conservar la línea (1927), pieza en tres actos breves.
- El que nace puntiagudo no puede morir cuadrao! (1928)
- Sillas de preferencia: Ring-side (1928)
- El milagro de Peppino: Cantina napolitana (1928), bufonada en dos actos
- Así se escriben los tangos! (1929).
- Los caballeros del altillo (1930)
- El paladín de Barracas (1930)
- La barra está de duelo (1931)
- Corto circuito (1931)
- Arriba, estudiantes! (1931)
- La música del riachuelo (1932)
- La policía no se equivoca nunca (1932)
- La hija de Don Juan (1933)
- Ahora mandan las mujeres (1936),
- El fabricante de humo (1937), pieza en cinco actos.
- Como se parece al padre! (1937), tragicomedia en dos actos.
- Casa de departamentos: Conventillo de cuello duro (1940), pieza en cuatro actos.[8]
- Doña Tiburcia Zapata se va para Mar del Plata (1940)
- Filomena y Pipistrelo en el riachuelo  (1944)
- El vendedor de mujeres (1956), pieza con enfoque de un tema social; una conjugación de vidas que pasan por una "Agencia de Varietés", dirigida por tratantes de blancas.[9]
- La cama, el gato y la dama(1959).
- Todo el mundo está empeñado (1965).[10]

## Fallecimiento
Florencio Chiarello falleció el 28 de agosto de 1968. a los 72 años de edad, como consecuencia de una larga enfermedad. Sus restos descansan en el panteón de SADAIC de la Asociación Argentina de Actores del Cementerio de la Chacarita.